# Ali Kamal Al-Issawi
Ali Kamal Al-Issawi dit « Ali » (né le 28 octobre 1943 à Haïfa) est un activiste palestinien.
Il rejoint le Front populaire de libération de la Palestine (FPLP) en 1967 et plus tard devient un membre du groupe de Carlos. Il est possible qu'il ait été également lié aux services secrets syriens.
Il a été lié à l'Attentat du Capitole, un attentat à la bombe perpétré le 29 mars 1982 dans un train Capitole assurant la liaison entre Paris-Austerlitz et Toulouse-Matabiau.
Il a été entendu en mars 2001 dans le cadre d'une commission rogatoire internationale délivrée par le juge Bruguière par les enquêteurs jordaniens. Depuis cette date, il est introuvable, selon l'acte d'accusation. Il est qualifié de « témoin fantôme », par l'un des avocats de Carlos, Me Francis Vuillemin.
Il est notamment poursuivi pour complicité de destruction par explosif ayant entraîné la mort dans l'attentat de la rue Marbeuf, complicité d'assassinats pour les attentats de la gare Saint-Charles et du TGV à Tain-L'Hermitage, en sus de l'Attentat du Capitole.
En novembre 2011 se tient à Paris le procès de cette affaire. 
Sont accusés Carlos, « Ali » Kamal Al Issawi et les Allemands Christa-Margot Fröhlich ainsi que Johannes Weinrich, le poseur de la bombe. La peine de perpétuité est requise contre tous les accusés. 
« Ali » Kamal Al Issawi est en fuite depuis 2001.